# Handball Club Kraainem
Maillots
Actualités
Le Handball Club Kraainem, abrégé HC Kraainem, est un club belge de handball situé à Kraainem, en périphérie-est de Bruxelles, dans le Brabant flamand.
Porteur du matricule 593, le club est l'héritier légitime du défunt A.S.E.K. 72, autrefois Sporting Kraainem'72, disparu en 2004 dans une fusion avec le Fémina Ottignies HC. 
Affilié à la LFH, bien que situé en Flandre, le club joue en Division 1.

## Histoire

### Le matricule 146
Le matricule 146 fut fondé en 1972 par quatre anciens joueur du Crossing Schaerbeek, Jean Delpire, René Bura, Pierrot Philippot et Louis Smeets. 
Établis dans la commune d'Anderlecht, le matricule prend comme appellation : Sporting Anderlecht 1972 mais deux ans plus tard le club déménagea à Kraainem sous l'initiative de Jean Deplire. Le Sporting Kraainem 1972 grimpa vite les échelons de la hiérarchie du handball belge si bien qu'en 1975, Kraainem se retrouva en Division 1. En tout, le Kraainem'72, évolua trois saisons au plus haut niveau. 
Cependant, se retrouvant en Division 3, le club décide de s'associer avec son voisin, le club bruxellois du Sporta Evere et le matricule 146 devint, le Association Sporta Evere Kraainem 1972, abrégé en A.S.E.K. 1972. Cette entente ne dura cependant que onze ans car l'A.S.E.K. 72 fusionna avec le Fémina Ottignies HC, cette fusion voit la disparition du matricule 146 et du handball sur le territoire de Kraainem.

### Le HC Kraainem
À cause de ce manque, d'anciens joueurs et sympathisants du club tel que Baudouin Brasseur (Président), Quentin Van Kerckhoven (trésorier), Christian Marchand (secrétaire), Alain Servotte, Yves Delpire, Ivan Freeman, Stéphane Borrey, Guy Allonsius et Stephan Marchand refonte un club en 2006, deux ans après la disparition de l'A.S.E.K. 1972. Le HC Kraainem voit donc le jour sous le matricule 593.
Le club doit tout recommencer du début mais est ambitieux. Ainsi, il se hisse en Division 2 en 2010 et bien qu'il redescendit en D1 LFH en 2013, Kraainem retrouve l'anti-chambre de l'élite lors de la saison 2017/2018.

## Comité
Le comité du HC Kraainem est composé de 
- Yves Delpire (Président)
- Simon De Baets (Secrétaire)
- Julien Vu Hung (Trésorier)

Le conseil d'administration est composé de
- Yves Delpire (Président)
- Simon De Baets (Secrétaire)
- Julien Vu Hung (Trésorier)
- Benoit Lamury

## Bilan[1]
| Saison    | Division             | Classement | Coupe de Belgique            |
| 2006/2007 | Division 1 LFH       | 8          |                              |
| 2007/2008 | Division 1 LFH       | 7          |                              |
| 2008/2009 | Division 1 LFH       | 1          |                              |
| 2009/2010 | Division 3 Nationale | 1          | 1/16èmes (HC Grâce-Hollogne) |
| 2010/2011 | Division 2 Nationale | 4          | 1/16èmes (Waterloo ASH)      |
| 2011/2012 | Division 2 Nationale | 7          | 1/8èmes (UHC Tongeren)       |
| 2012/2013 | Division 2 Nationale | 10         | 1/16èmes (Visé)              |
| 2013/2014 | Division 1 LFH       | 2          | 1/4 (Initia Hasselt)         |
| 2014/2015 | Division 1 LFH       | 4          | 1/8 (Hubo Initia Hasselt)    |
| 2015/2016 | Division 1 LFH       | 2          | 1/8 (Sporting Nelo)          |

## Effectif 2023-2024
| N° | Nom                 | Poste          | Naissance         | Nationalité sportive |
| 14 | BUTHOD-GARÇON Yoan  | Gardien de but | 24 janvier 1987   | France               |
| 16 | LORGERE Noah        | Gardien de but | 27 décembre 2002  | France               |
| 22 | KERHOUSSE Maxime    | Ailier gauche  | 22 septembre 1996 | France               |
| #  | DELFOSSE Romain     | Ailier gauche  |                   | Belgique             |
| 4  | VAN OPSTAL Elliot   | Demi-centre    | 20 août 1998      | Belgique             |
| 96 | CHEVALIER Jonas     | Demi-centre    | 27 décembre 2002  | France               |
| #  | MEULDERS Robin      | Demi-centre    | 3 mars 2005       | Belgique             |
| 7  | ALLAF Zaïd          | Arrière gauche |                   | Belgique             |
| 15 | DE LA GRANJA Alvaro | Arrière gauche | 5 mai 1999        | Espagne              |
| 29 | MATHIJS Gert-Jan    | Arrière gauche | 4 juillet 1989    | Belgique             |
| 37 | VANSLYPE Victor     | Arrière gauche | 7 février 2004    | Belgique             |
| #  | OBARCANIN Alen      | Arrière gauche | 22 mars 2006      | Belgique             |
| 6  | BUYSSENS Cédric     | Arrière droit  | 21 octobre 1992   | Belgique             |
| 8  | MEULDERS Brian      | Arrière droit  | 8 février 1995    | Belgique             |
| 28 | VEITHEN Adrian      | Arrière droit  | 12 août 1997      | Belgique             |
| 3  | FORMENT Gaëtan      | Pivot          | 30 juin 1994      | Belgique             |
| 13 | HAYON Alexandre     | Pivot          | 7 août 1992       | Belgique             |
| #  | VERMEIREN Bert      | Pivot          |                   | Belgique             |

## Encadrement 2013-2014
- Benoit Lamury : Entraineur Équipe 1 et jeunes
- Serge Devillers : Entraineur Équipe 2 et entraineur adjoint
- Sebastien Pereau : Entraineur gardiens et cadets
- Anja Maktzen : Entraineur Minimes
- Antoine Hap : Entraineur Préminimes
- Gaetan Formant : Entraineur Poussins et mini-handball
- Céline De Baets : Psychomotricité

## Logo

Ancien logo (2006-2018)
logo depuis 2018